# Richwood (Ohio)
Richwood és una població dels Estats Units a l'estat d'Ohio. Segons el cens del 2000 tenia 2.156 habitants.

## Demografia
Segons el cens del 2000, Richwood tenia 2.156 habitants, 849 habitatges, i 567 famílies. La densitat de població era de 693,7 habitants per km².
Dels 849 habitatges en un 35,8% hi vivien nens de menys de 18 anys, en un 52,5% hi vivien parelles casades, en un 11% dones solteres, i en un 33,1% no eren unitats familiars. En el 28,2% dels habitatges hi vivien persones soles el 15,8% de les quals corresponia a persones de 65 anys o més que vivien soles. El nombre mitjà de persones vivint en cada habitatge era de 2,54 i el nombre mitjà de persones que vivien en cada família era de 3,12.
Per edats la població es repartia de la següent manera: un 29,3% tenia menys de 18 anys, un 7,9% entre 18 i 24, un 29,3% entre 25 i 44, un 19,4% de 45 a 60 i un 14,1% 65 anys o més.
L'edat mediana era de 33 anys. Per cada 100 dones de 18 o més anys hi havia 87,6 homes.
La renda mediana per habitatge era de 39.550 $ i la renda mediana per família de 47.656 $. Els homes tenien una renda mediana de 33.393 $ mentre que les dones 21.971 $. La renda per capita de la població era de 16.799 $. Aproximadament el 6,6% de les famílies i el 8,4% de la població estaven per davall del llindar de pobresa.

## Poblacions més properes
El següent diagrama mostra les poblacions més properes.